# Christian Frederik Jacobi
Christian Frederik Jacobi (født 12. marts 1739 i Asminderød præstegård, død 11. november 1810) var en dansk konferensråd og forfatter.

## Barndom og ungdom
Christian Frederik Jacobis fader, slotspræst til Fredensborg og sognepræst i Asminderød Peder Jacobi (fra Løgumkloster), døde før sønnens fødsel; moderen, Elisabeth Charlotte født Schaffer (død 1789), blev senere kammerfrue hos dronning Juliane Marie, og denne forbindelse med hoffet fik væsentlig betydning for sønnens følgende livsbane og forfremmelse.
I sit 10. år blev han sendt til Herlufsholm og gennemgik strenge år under rektor Marcus Buch; her fra dimitteredes han 1754. Da han året efter havde taget 2. eksamen, turde moderen ikke lade ham blive i hovedstaden, men anså det gavnligere for ham at lade ham nogen tid have Ophold hos en præst paa Landet; men da Jacobi hurtig lagde sine fremragende evner for dagen og gjorde ualmindelige fremskridt i sin åndelige udvikling, rådede præsten selv moderen til snarlig at lade ham komme tilbage til universitetet.

## Karriere

### Udlandsrejse
Han tog nu juridisk embedseksamen 1760 og fik ansættelse på en højesteretsadvokats kontor, indtil han 1762 tiltrådte en udlandsrejse til Tyskland, Holland og Frankrig.
Han opholdt sig længst i Göttingen og Leiden og dyrkede her særlig de gamle sprog. I Paris fik han god lejlighed til at kende den nyere franske litteratur. Han vendte tilbage med rige kundskaber og en fint dannet smag.

### Ved hoffet
1766 ansattes han som hovmester for Juliane Maries pager. Nu skrev han sin berømte Lovtale over Ærkebiskop Absalon, som 1769 vandt prisen i Selskabet for de skjønne Videnskaber og blev trykt i dette selskabs skrifter. Ved dette retoriske pragtstykke i fransk stil grundede han sit litterære ry.
1770 blev Jacobi assessor i Hofretten og ved rettens omdannelse i Hof- og Stadsretten. Efter Johann Friedrich Struensees fald 1772 blev han lektør hos Christian 7. og samme år assessor i Højesteret.

### Det Kongelige Teater
1773 indtrådte han som medlem i direktionen for Det Kongelige Teater og udfoldede her en betydelig og gavnrig virksomhed ved sin smag og intelligens, ligesom han altid var ivrig for teatrets anseelse og fremgang. Den sindrige overskrift, som pryder den danske scene den dag i dag: "Ej blot til Lyst", skyldes Jacobi . Da der 1778 skete en omdannelse af teatrets bestyrelse, overgik Jacobi i den nye, såkaldte "Overtilsynskommission", indtil denne ophævedes 1784. Han oversatte for skuepladsen flere udenlandske arbejder, således Den ærgjerrige af Philippe Néricault Destouches (1775), Huset i Oprør (1778) og Den fornuftige Daare (1782) af Carlo Goldoni samt
Det standsede Bryllup af Jean-François Cailhava (1782).
Som original dramatisk forfatter var han ikke heldig. En toakts-komedie, Kuren, der opførtes anonymt i april 1783, var af så ringe værd og gjorde så lidt lykke, at den henlagdes efter få forestillinger og kun på ny dukkede frem en enkelt gang i 1796.

### Videnskabernes selskab
Allerede 1774 var Jacobi efter Henrik Hielmstiernes forslag ved kongelig bevilling blevet denne adjungeret som Sekretær i Videnskabernes Selskab med løfte om at efterfølge ham i denne post; og da Hielmstierne 1776 blev Selskabets præsident, indtrådte han uden valg i pladsen som Selskabets sekretær. Her vidste han også at hævde sin anseelse, og det tilfaldt ham at holde mindetaler over Hielmstierne, Bolle Willum Luxdorph og Peter Christian Abildgaard, hvilke alle foreligger trykte.
Men uden kedsommelige brydninger fik han ikke lov at virke og påtænkte derfor også 1792 at trække sig tilbage; grev A.P. Bernstorffs overtalelseevner fik ham dog til at blive nogle år
endnu; men fra 1795 ophørte han at fungere som sekretær og varetog efter den tid kun kassererforretningerne ved Selskabet.
Også af Selskabet for Fædrelandets Historie og Sprog var Jacobi medlem i adskillige år; men han udmeldte sig selv deraf 1798 efter Peter Friderich Suhms død.
I sin stilling ved hoffet rykkede han hurtig frem på rangstigen: 1774 blev han justitsråd, 1776 etatsråd, 1781 konferensråd; men ved regeringsforandringen 14. april 1784 fjernedes han med pension fra hoffet og fra kongens person og beholdt nu sin stilling som Assessor i Højesteret.

### Sidste år
Hans helbred havde i mange år været svageligt, og han var hver vinter i høj grad bøjet af gigtsmerter. Men årene henglede dog til 1807. Da fik han ved englændernes bombardement af København en sådan nerverystelse, at han fuldstændig gik fra sans og samling. Der trådte en heftig legemlig sygdom til, og efter dennes ophør fortog vel afsindigheden sig, men hukommelsen var forsvundet. Et par år henlevede oldingen i denne sørgelige tilstand, ømt plejet af sin elskelige hustru, Sophie Hedevig født Rasch (født 1740, død 1814), kammerfrue til Juliane Marie, datter af kammerråd Otto Christian Rasch, regimentsskriver ved Kronborg Amt, og Cathrine Margrethe født Schäffer. Døden udfriede ham 11. November 1810.

## Samlede værker
7 år efter Jacobis død udgav konfessionarius Michael Frederik Liebenberg med understøttelse af Selskabet til de skjønne Videnskabers Fremme hans Samlede Skrifter, hvori foruden de anførte taler også en betydelig del blandede digte og komedien Kuren er optrykte. En kortfattet levnedsskildring indleder samlingen.